# پاتریشیا جونز (ورزشکار دو و میدانی)
پاتریشیا جونز (انگلیسی: Patricia Jones; ۱۶ اکتبر ۱۹۳۰ – ۲۳ اوت ۲۰۰۰) دونده اهل کانادا بود.